# David Akologo
David Akologo Kifo  (Acra, 19 de febrero de 1997) es un futbolista ghanés nacionalizado boliviano. Juega como guardameta en el Club Aurora de la Primera Division de Bolivia.

## Trayectoria

### Inicio de su carrera
Akologo comenzó su carrera en los equipos locales de su natal Acra, Mighty Jets y posteriormente jugó en Vodafone FC en 2015 y Ajax FC Acra en 2016.

### Llegada a Bolivia
Akologo llegó a la ciudad de Cochabamba en 2018 para integrarse al plantel del Club Arauco Prado, con su llegada el equipo volvió a ser campeón de la asociación local en 2018 después de treinta y un años y jugó la Copa Simón Bolívar 2019. A mediados de ese año es contratado por Cochabamba FC con el que vuelve a ser campeón y también jugó la Copa Simón Bolívar 2020.
En julio de 2021 es fichado por el Club Deportivo Aurora. Debutó en la Primera División de Bolivia el 17 de octubre por la vigésima segunda fecha del torneo en la derrota 1 a 2 contra Real Tomayapo. Sin embargo, no se consolidó en la portería y terminó dejando el club ese año.
En 2022 jugó en Enrique Happ de la asociación de Cochabamba y, a mediados de año decide fichar por FATIC de la asociación de La Paz, con el que obtiene el campeonato local.
En marzo de 2023 se confirma su regreso a Aurora. Durante el desarrollo del campeonato se convirtió en el portero titular del equipo, y se destacó como uno de los mejores arqueros del campeonato, en agosto firmó una ampliación de contrato por los siguientes dos años. Gracias a sus destacadas actuaciones también fue candidato para defender los colores de la selección boliviana. Al finalizar la temporada ayudó al Aurora a clasificarse a la Copa Libertadores 2024, luego de que el equipo alcanzará las semifinales de la Copa de la División Profesional.

## Clubes
| Club          | País    | Año             |
| ------------- | ------- | --------------- |
| Mighty Jets   | Ghana   | 2017            |
| Arauco Prado  | Bolivia | 2018 - 2019     |
| Cochabamba FC | Bolivia | 2019 - 2021     |
| Aurora        | Bolivia | 2021            |
| Enrique Happ  | Bolivia | 2022            |
| FATIC         | Bolivia | 2022            |
| Aurora        | Bolivia | 2023 - presente |

## Palmarés

### Títulos regionales
| Título             | Club             | Año     |
| ------------------ | ---------------- | ------- |
| Primera "A" (AFC)  | Arauco Prado     | 2019-I  |
| Primera "A" (AFC)  | Cochabamba F. C. | 2019-II |
| Primera "A" (AFLP) | FATIC            | 2022    |